# Erentrudis von Salzburg

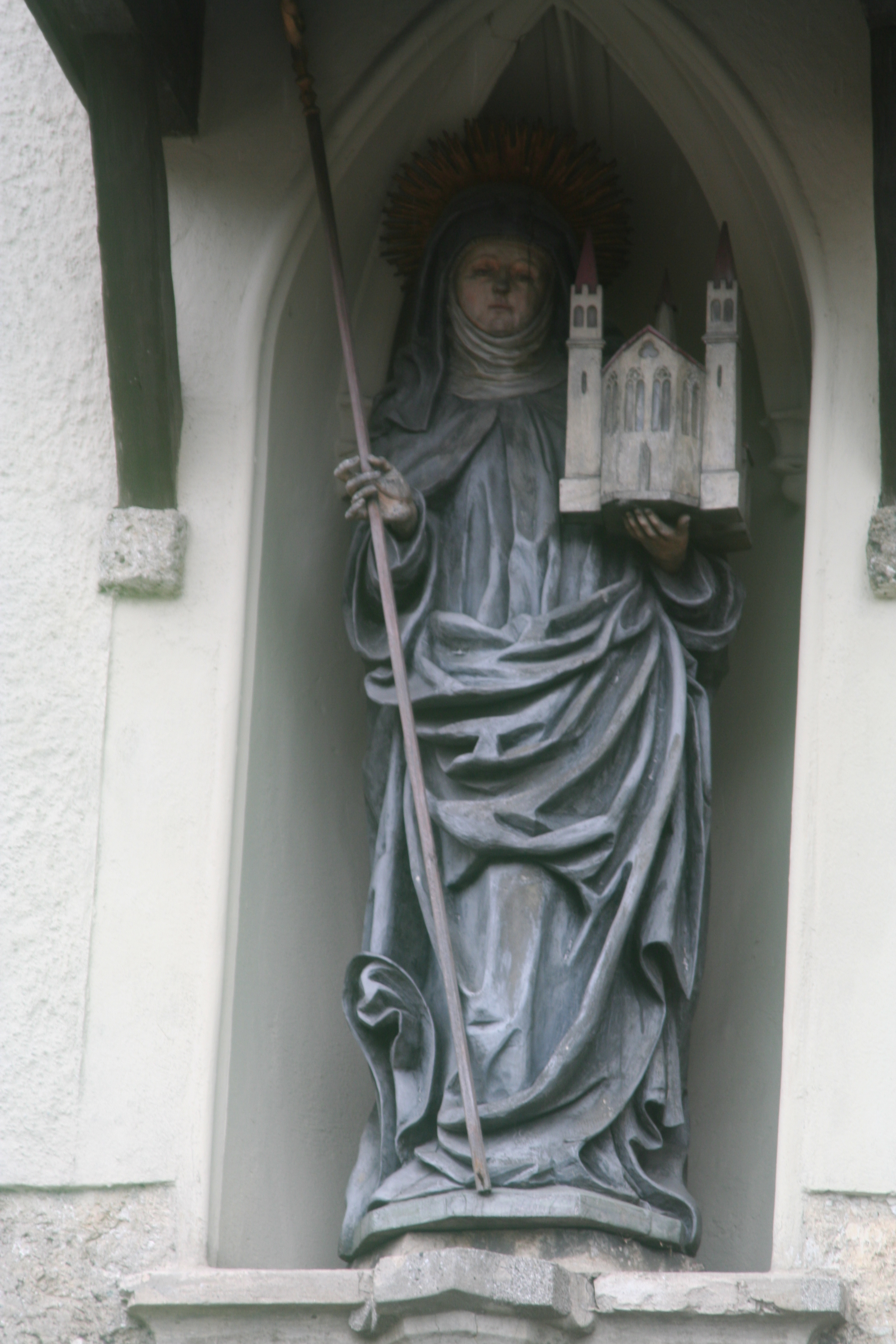
Statue Erentrudis’ am Portal der Benediktinerinnenabtei Nonnberg

Erentrudis von Salzburg (* um 650 in Worms; † 30. Juni 718 in Salzburg) war die erste Äbtissin der Benediktinerinnenabtei Nonnberg und ist die Schutzpatronin Salzburgs. Sie wird auch Arindrud genannt.

## Leben
Ihr Name wird auch Erintrudis, Erentrud, Ehrentrudis, Erentraud oder Ehrentraud geschrieben. Sie kam um 696 mit ihrem Onkel (oder Bruder), dem Heiligen Rupert von Salzburg, aus Worms nach Salzburg und wurde die erste Äbtissin der neu gegründeten Benediktinerinnenabtei Nonnberg.
Sie ist in der Krypta der Marienkirche (Stiftskirche Nonnberg) auf dem Nonnberg in Salzburg bestattet.

## Verehrung
- In der katholischen Kirche ist ihr Gedenktag der 30. Juni.
- Die Gottessiedlung zur hl. Erentrudis in Salzburg ist ein Seelsorgezentrum mit Pfarrkirche hl. Erentrudis, Pfarrhof, Kindergarten und Kloster mit Klosterkapelle der Eucharistieschwestern.
- In der katholischen Pfarrei St. Stephan in Freiburg-Munzingen gibt es – auf dem Tuniberg – eine der Heiligen Erentrudis geweihte Kapelle und der katholische Kindergarten ist ebenfalls nach ihr benannt: Katholischer Kindergarten St. Erentrudis.

## Namenspatronin
Die Studentenverbindung K.S.M.M.V. Erentrudis Salzburg ist nach ihr benannt.